# Bel-tarsi-iluma

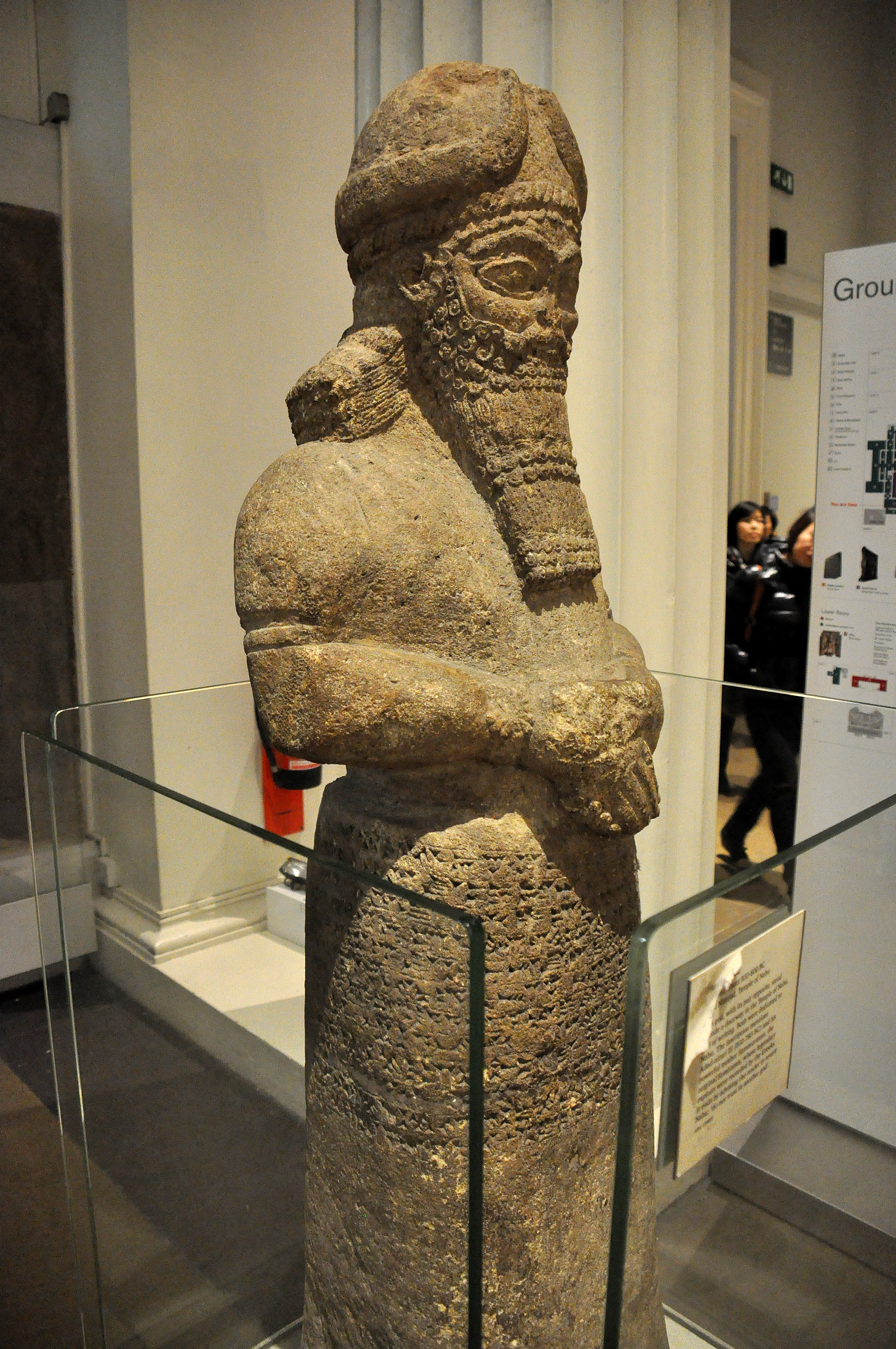
Posąg ze świątyni boga Nabu w Kalchu z inskrypcją Bel-tarsi-ilumy

Bel-tarsi-iluma, Bel-tarsi-ilumma (akad. Bēl-tarṣi-iluma, Bēl-tarṣi-ilumma; w transliteracji z pisma klinowego zapisywane mEN-tar-ṣi-DINGIR-ma i mEN-LAL(-ṣi/iṣ)-DINGIR-ma; tłum. „Bel-tarṣi jest bogiem”) – wysoki dostojnik za rządów asyryjskiego króla Adad-nirari III (810-783 p.n.e.), gubernator miasta Kalchu; według asyryjskich list i kronik eponimów w 797 r. p.n.e. pełnił urząd eponima (akad. limmu). 
Z wczesnego okresu jego kariery pochodzi należąca do niego głowica maczugi, na której znajduje się inskrypcja w której nazywany jest on „skrybą” (LÚ.A.BA) i „eunuchem” (LÚ.SAG) króla Adad-nirari III. Najwcześniejszy dowód na zajmowanie przez niego urzędu gubernatora miasta Kalchu pochodzi z datowanego na 808 r. p.n.e. dokumentu, na którym odciśnięta została jego pieczęć. W inskrypcji umieszczonej na tej pieczęci nosi on tytuł „gubernatora miasta Kalchu i krain Hamedi, Temeni i Jaluna”. Już jako gubernator miasta Kalchu zlecił on wykonanie dwóch antropomorficznych posągów dedykowanych bogu Nabu za życie króla Adad-nirari III i jego matki Sammu-ramat. Na posągach tych kazał on umieścić inskrypcje, w których nazywa siebie „gubernatorem miasta Kalchu i krain Hamedi, Sirgana, Temeni i Jaluna”. Wzmianka o nim znajduje się również w jednej z inskrypcji Adad-nirari III, w której król ten przekazuje jednemu ze swoich eunuchów w darze posiadłość, która znajdować się miała w jurysdykcji Bel-tarsi-ilumy. Kilka dokumentów odnalezionych w Kalchu dotyczy przeprowadzonych przez niego transakcji handlowych, a na szeregu innych widnieje odcisk jego pieczęci. Imieniem Bel-tarsi-ilumy jako eponima datowane są dokumenty prawne z Kalchu, a także królewskie darowizny Adad-nirari III. Z jednego z zachowanych tekstów wiadomo, iż Bel-tarsi-iluma miał brata o imieniu Sin-etir, który był właścicielem ziemskim w Kalchu. Znane są też dwa teksty dokumentujące zakup ziemi dokonany przez eunucha Bel-tarsi-ilumy o imieniu Bel-isse’a. Do naszych czasów zachowała się również pieczęć cylindryczna Remanni-ilu, innego z jego eunuchów.